# Депуєр (Монтана)
Депуєр (англ. Dupuyer) — переписна місцевість (CDP) в США, в окрузі Пондера штату Монтана. Населення — 93 особи (2020).

## Географія
Депуєр розташований за координатами 48°10′57″ пн. ш. 112°28′28″ зх. д. / 48.18250° пн. ш. 112.47444° зх. д. (48.182414, -112.474427).  За даними Бюро перепису населення США в 2010 році переписна місцевість мала площу 12,05 км², з яких 12,03 км² — суходіл та 0,01 км² — водойми.

## Демографія
Згідно з переписом 2010 року, у переписній місцевості мешкало 86 осіб у 43 домогосподарствах у складі 28 родин. Густота населення становила 7 осіб/км².  Було 61 помешкання (5/км²).
Расовий склад населення:
| - 87,2 % — білих - 8,1 % — корінних американців |

До двох чи більше рас належало 4,7 %. Частка іспаномовних становила 0,0 % від усіх жителів.
За віковим діапазоном населення розподілялося таким чином: 15,1 % — особи молодші 18 років, 46,5 % — особи у віці 18—64 років, 38,4 % — особи у віці 65 років та старші. Медіана віку мешканця становила 58,5 року. На 100 осіб жіночої статі у переписній місцевості припадало 100,0 чоловіків;  на 100 жінок у віці від 18 років та старших — 102,8 чоловіків також старших 18 років.
Середній дохід на одне домашнє господарство  становив 42 064 долари США (медіана — 31 250), а середній дохід на одну сім'ю — 41 984 долари (медіана — 45 208). 
Цивільне працевлаштоване населення становило 25 осіб. Основні галузі зайнятості: сільське господарство, лісництво, риболовля — 28,0 %, освіта, охорона здоров'я та соціальна допомога — 20,0 %, будівництво — 16,0 %.